# Cuadrado antimágico
Un cuadrado antimágico de orden n es un arreglo de los números de 1 hasta n2 en un cuadro, de tal forma que las sumas de las n filas, las n columnas y las dos diagonales formen una sucesión de 2n + 2 enteros consecutivos. Los cuadrados antimágicos más pequeños son de orden 4.  Los cuadrados antimágicos contrastan con los cuadrados mágicos en los que la suma de cada fila, columna y diagonal son el mismo valor.

## Ejemplos

### Cuadrados antimágicos de orden 4
| 2  | 15 | 5  | 13 |
| 16 | 3  | 7  | 12 |
| 9  | 8  | 14 | 1  |
| 6  | 4  | 11 | 10 |

| 1  | 13 | 3  | 12 |
| 15 | 9  | 4  | 10 |
| 7  | 2  | 16 | 8  |
| 14 | 6  | 11 | 5  |

En ambos ejemplos de cuadrados antimágicos de orden 4, las filas, columnas y diagonales suman diez números distintos en el rango de29–38.

### Cuadrados antimágicos de orden 5
| 5  | 8  | 20 | 9  | 22 |
| 19 | 23 | 13 | 10 | 2  |
| 21 | 6  | 3  | 15 | 25 |
| 11 | 18 | 7  | 24 | 1  |
| 12 | 14 | 17 | 4  | 16 |

| 21 | 18 | 6  | 17 | 4  |
| 7  | 3  | 13 | 16 | 24 |
| 5  | 20 | 23 | 11 | 1  |
| 15 | 8  | 19 | 2  | 25 |
| 14 | 12 | 9  | 22 | 10 |

En el cuadrado antimágico de orden 5 a la izquierda, las filas columnas y diagonales suman números entre 60 y 71 En el de la derecha, las sumas correspondientes dan números entre 59-70.

## Problemas abiertos
Existen problemas abiertos acerca de los cuadrados antimágicos:
- ¿Cuántos cuadrados antimágicos existen para un orden dado?[3]
- ¿Existen cuadrados antimágicos para todos los órdenes mayores a 3?
- ¿Existe una prueba elemental de la no existencia de cuadrados antimágicos de orden 3?

## Generalizaciones
Un cuadrado antimágico disperso (SAM por sus siglas en inglés: Sparse Anti-Magic square)es una matriz cuadrada de tamaño {\displaystyle n\times n} de números enteros no negativos cuyas entradas distintas de cero son los números enteros {\displaystyle 1,\ldots ,m} para ciertos {\displaystyle m\leq n^{2}}, y cuyas sumas sobre las filas y columnas constituyen un conjunto de números enteros consecutivos.  Si las diagonales se incluyen en el conjunto de enteros consecutivos, el arreglo completo se conoce como un cuadrado totalmente antimágico disperso (STAM por sus siglas en inglés: Sparse Totally Anti-Magic square).  Nótese que un cuadrado STAM no necesariamente es un cuadrado SAM y viceversa.
Un llenado particular del cuadrado {\displaystyle n\times n} con los números de {\displaystyle 1--n^{2}} de tal forma que las sumas sobre las filas, columnas y diagonales den valores diferentes ha sido llamado un heterocuadrado.  (por lo tanto, son la relajación del problema en tanto que no hay valores particulares requeridos para las sumas de filas, columnas u diagonales) No existen heterocuadrados de orden 2, pero sí existen heterocuadrados para cualquier orden {\displaystyle n\geq 3}: si n es impar solo es necesario acomodar los números en un patrón en espiral para producir un heterocuadrado. Si n es par, se consigue un heterocuadrado al escribir los números de 1 a {\displaystyle n^{2}} en orden, e intercambiar al final los números 1 y 2. Se sospecha que hay exactamente 3120 heterocuadrados de orden 3 esencialmente distintos.